# 50mila
50mila è un singolo della cantautrice italiana Nina Zilli, pubblicato il 28 luglio 2009 come primo estratto dal primo EP Nina Zilli.

## Descrizione
50mila è stato inizialmente incluso nell'EP omonimo della cantante e successivamente è stata inserita anche nel primo album in studio Sempre lontano.
Il singolo ha ottenuto un buon successo radiofonico, divenendo uno dei successi dell'estate 2009. In seguito è stato scelto dal regista Ferzan Özpetek come uno dei brani principali della colonna sonora del film Mine vaganti.

## Video musicale
Il videoclip, diretto da Naù Germoglio, con la fotografia di Davide Crippa ed il montaggio di Alessandra Minini e girato a Torino, è quasi interamente ambientato all'interno di un tram in cui Nina Zilli e Giuliano Palma interpretano il brano.
L'8 giugno 2010 è uscita una nuova versione del video, in cui le immagini del primo sono alternate con altre tratte dal film Mine vaganti. La canzone è nella versione Mine vaganti, ovvero cantata interamente da Nina Zilli.

## Tracce
1. 50mila (feat. Giuliano Palma) – 2:56

## Classifiche
| Classifica (2009) | Posizione massima |
| ----------------- | ----------------- |
| Italia            | 16                |